# Cleveland (Géorgie)
Pour les articles homonymes, voir Cleveland.
Cleveland est une ville de Géorgie, aux États-Unis. Il s'agit du siège du comté de White.

## Démographie
| 1870 | 1880 | 1920 | 1930 | 1940 | 1950 |
| ---- | ---- | ---- | ---- | ---- | ---- |
| 145  | 197  | 339  | 498  | 471  | 589  |

| 1960 | 1970  | 1980  | 1990  | 2000  | 2010  |
| ---- | ----- | ----- | ----- | ----- | ----- |
| 657  | 1 353 | 1 578 | 1 653 | 1 907 | 3 410 |